# Васильев, Юрий Андрианович
Юрий Андрианович Васильев (24 апреля 1937 — 3 марта 2022) — советский игрок в хоккей с мячом, тренер. Заслуженный тренер СССР (1985).

## Карьера
Родился в 1937 году в Глазове. В 1952 году начал играть в футбол в заводской команде. Выступал за юношескую сборную Удмуртской АССР.
Поступил в Государственный институт физической культуры имени П. Ф. Лесгафта. В годы учёбы играл в хоккей с шайбой в составе СКИФа и в футбол в дубле «Адмиралтейца».
Приехав по распределению в Ульяновск, стал выступать в составе «Волги» как в футбол, так и в хоккей с мячом.

## Тренерская работа
Ещё в годы выступлений начал заниматься тренерской работой. В 1960—1971 — тренер детских команд. Старший тренер отделения по хоккею с мячом (1971—1982, 1986—1987) и по хоккею на траве (1970—1978). Долгие годы руководил разными командами «Волги». Под его руководством «Волга», команда Ульяновской области и юношеская сборная СССР выигрывала на различных турнирах.

## Воспитанники
Среди наиболее известных воспитанников:
- Евгений Агуреев
- Александр Господчиков
- Ирик Фасхутдинов

## Достижения

### Хоккей с мячом

#### игрок
- Серебряный призёр чемпионата СССР — 1972
- Чемпиона Спартакиады народов РСФСР — 1966, 1970

#### Тренер
«Волга» (Ульяновск)
- Чемпион РСФСР — 1984
- Чемпион СССР среди юношей — 1965, 1966, 1975
- Серебряный призёр чемпионата СССР среди юношей — 1977
- Серебряные призёры чемпионата СССР среди юниоров — 1964, 1981
- Бронзовые призёры чемпионата СССР среди юниоров — 1977, 1978, 1982
- Серебряные призёры чемпионата России среди юниоров — 1997

Сборная Ульяновской области
- Победитель Спартакиады народов РСФСР — 1966
- Победитель Спартакиады школьников — 1980

Юношеская сборная СССР
- Чемпион мира среди юношей — 1987
- Серебряный призёр чемпионата мира среди юношей — 1981, 1989, 1991